# Heckenast János
Heckenast János (Szombathely, 1936. április 12. – Szombathely, 2019. október 24.) Ybl Miklós-díjas magyar építész.

## Életpályája
Polgári családba született. 12 éves volt, mikor fogorvos édesapja elhunyt, édesanyja egyedül nevelte fel a hat gyermeket. Szülővárosában, a Püspöki Elemi Iskolában végezte alapfokú tanulmányait, a Nagy Lajos Fiúgimnáziumban, 1954-ben kitűnő eredménnyel érettségizett. 
Mérnöki diplomáját a Budapesti Építőipari és Közlekedési Műszaki Egyetemen szerezte 1959-ben, a Pogány Frigyes által vezetett építészettörténeti tanszéken. 
Friss diplomásként Pécsen kezdte pályáját, a Baranyai Megyei Állami Építőipari Vállalatnál. 1961-től a Vas Megyei Tervező Vállalatnál (VASITERV) állt munkába, ahol 1970-től már műszaki igazgatóhelyettesként dolgozott. 
Évtizedekig oktatott a Győri Építőipari Technikum Szombathelyi Esti Tagozatán, miközben számos köz- és lakó, ill. ipari épületet tervezett Szombathelyen és Vas megyében. 1969-ben Ybl Miklós-díjat kapott a Szombathelyi Vérellátó Alközpont tervezéséért, építészeti megoldásaiért. 
110 szakcikke jelent meg különböző folyóiratokban, több civilszervezetben tevékenykedett. (Szombathelyi Szépítő Egyesület alapító tagja; Rumi Rajki Műpártoló Kör – alapító tagja, 2000-ig alelnöke, 1996-tól a Vas Megyei Építész Kamara alapító tagja, 2003-ig elnöke volt.) 1968-tól a Savaria Nyári Egyetem Tanácsának a tagja, 1991 óta társelnöke volt. 
Utazási élményeiről rendszeresen tartott vetítéssel egybekötött beszámolókat a szombathelyi TIT-ben. 
Felesége: Andráskay Katalin, két gyermekük és négy unokájuk van.

## Művei

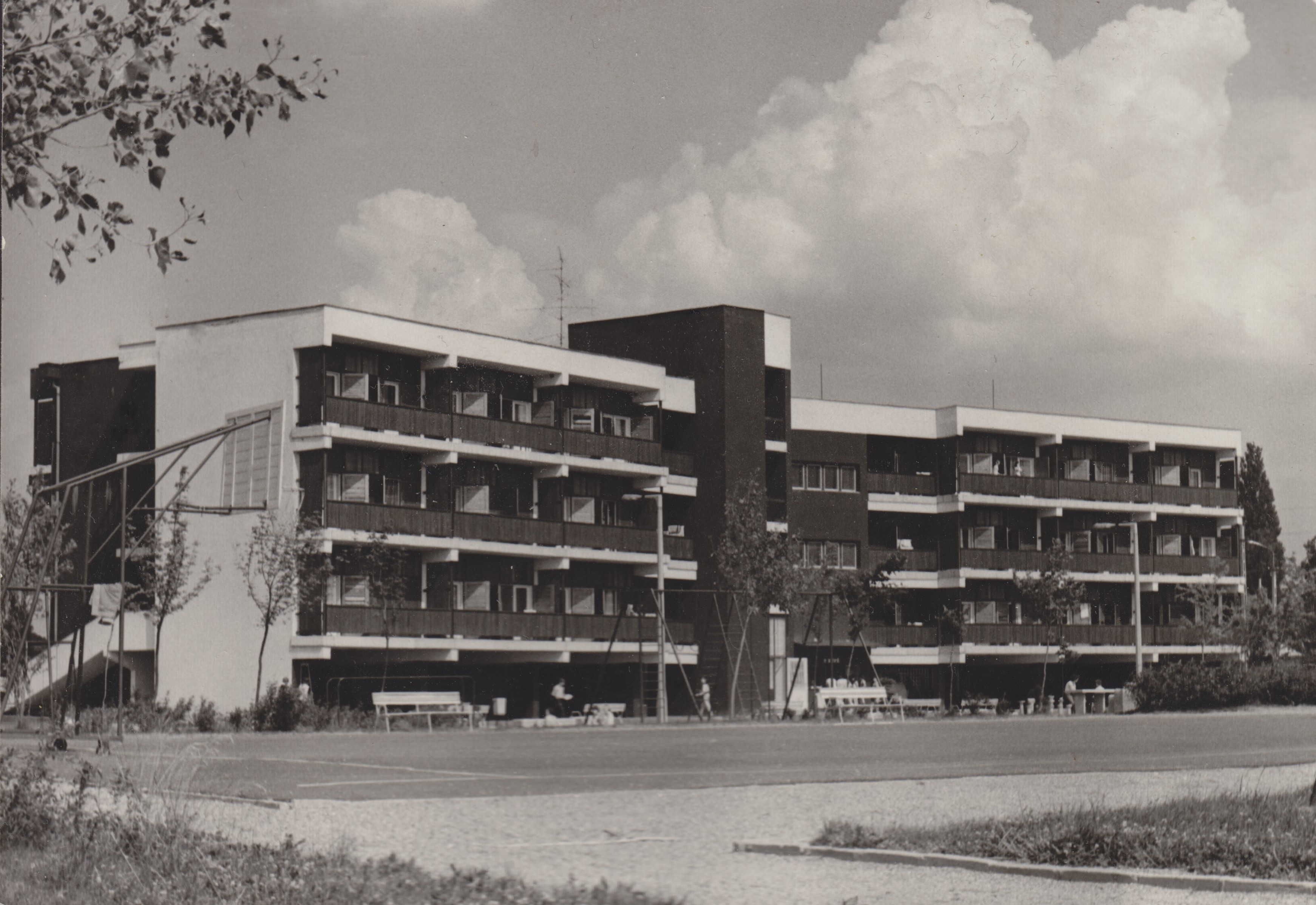
A Vas Megyei Gyermeküdülő (Balatonberény) épülete

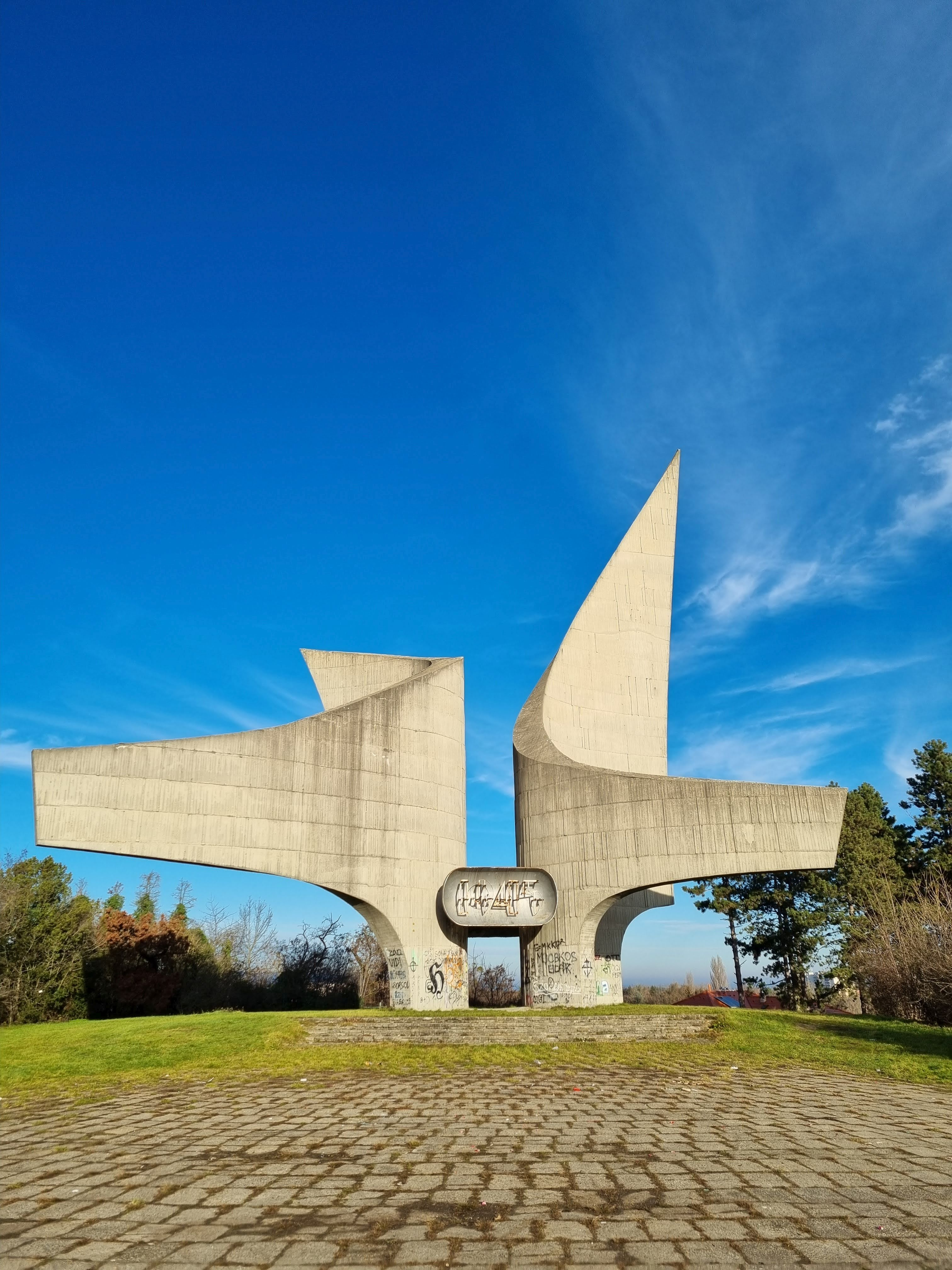
Szombathelyi felszabadulási emlékmű 2023-ban

### Jelentősebb építészeti munkái Szombathelyen
- Derkovits-lakótelep első középmagas háza, KIOSZK-étterem (mindkettő Fazakas Péterrel közösen)
- Vasi Patyolat telephelye
- Styl Ruhagyár első négy épülete
- Gagarin úti Ideg- és Elmekórház
- Markusovszky Kórház Belgyógyászati Tömb (lebontották)
- II. világháború szombathelyi áldozatainak emlékműve
- Felszabadulási Emlékmű (1968–1969)
- AFIT-székház
- ÁNTSZ Vas megyei székháza
- APEH-székház
- Nagy Lajos Gimnázium revitalizációja és kosárlabdacsarnoka (Bajkai Gáborral közösen)
- Szőlősi Jézus Szíve templom (Bajkai Gáborral közösen)

### Jelentősebb építészeti munkái Szombathelyen kívül
- Vas Megyei Gyermeküdülő (Balatonberény) (Vincze Csabánéval közösen)
- Városi Sportcsarnok (Bük)
- Diákotthon (Csepreg)
- Jurisics-vár és környékének rendezési terve (Kőszeg)
- Apátsági templom környezetének rendezési terve, idegenforgalmi pavilon (Ják)
- Szentkút Kápolna újjáépítése (Vát)

## Díjai, elismerései
- Vasiterv nívódíja (1968, 1970)
- Ybl Miklós-díj (1969)
- Vas Megye Szombathely Város Művészeti Díja (1970)
- Szocialista Kultúráért (1970, 1977)
- Építőipar kiváló dolgozója (1979, 1985)
- Munkaérdemrend Ezüst Fokozata (1982)
- Kós Károly-díj, MUT Aranykoszorús jelvény (1988)
- Hefele Menyhért-díj (1997)

## Kiállítások
- Vitalitas Galéria (2008)

## Könyvek
- Heckenast János: Szombathely – Képtár (1988)
- Heckenast János: A Savaria Urbanisztikai Nyári Egyetem negyven éve (2008)